# روبرت پروسینچکی
روبرت پروسینچکی (کرواتی: Robert Prosinečki؛ زادهٔ ۱۲ ژانویهٔ ۱۹۶۹) بازیکن فوتبال بازنشسته اهل کرواسی است. او از معدود بازیکنانی است که برای دو تیم رقیب اسپانیایی، یعنی رئال مادرید و بارسلونا بازی کرده‌است و جزء اسطوره‌های دینامو زاگرب به‌شمار می‌رود.
وی همچنین در تیم ملی فوتبال یوگسلاوی بازی کرده‌است و به‌همراه این تیم در جام جهانی ۱۹۹۰ ایتالیا به عنوان بهترین بازیکن جوان جام انتخاب شد.